# سیاه‌کاج لانگتانگ
 سیاه‌کاج لانگتانگ (نام علمی: Larix himalaica) نام یک گونه از سرده سیاه‌کاج است.